# Frontino (Kolumbia)
Frontino – miasto w Kolumbii, w departamencie Antioquia.